# Remparts de Naseong
Les remparts de Naseong forment une partie du mur de protection de Sabi (l'actuelle Buyeo), la dernière capitale du royaume de Baekje (538-660) situé dans le Sud-Ouest de la péninsule coréenne. Ils sont classés dans la liste du patrimoine mondial de l'UNESCO depuis 2015 dans le groupe des aires historiques de Baekje.

## Description
Les remparts se trouvent à 3 km à l'est du centre de la ville de Buyeo et s'étirent du nord au sud pour boucler le large méandre formé par le fleuve Geum qui entoure la ville. Ils ont été construits avec de l'argile, des feuilles, des branches et des pierres pour une longueur de 6,3 km et s'appuient aussi sur la forteresse Busosanseong. Les tombes royales de Neungsan-ri se trouvent juste en dehors de l'enceinte. La partie inscrite dans la liste du patrimoine couvre une surface de 24,52 ha, sa zone de protection s'étend sur 93,17 ha. 

## Histoire
En 538, le roi Seong a transféré sa capitale de Gongju à Buyeo pour des raisons de sécurité à cause de la menace présentée par le royaume de Koguryo. Les remparts ont été construits avant cette date.
17 campagnes de fouilles ont été menées entre 1991 et 2013. Elles ont permis de retrouver des parties du mur, les fondations de certaines portes, des postes de commandement et les restes de quelques bâtiments.